# Belagerung von Fort Mardyck
Les Avins – Löwen – Tornavento – Guetaria – Fontarrabie – Corbie – Diedenhofen 1639 – Turin – Arras 1640 – Aire-sur-la-Lys – La Marfée – Honnecourt – Barcelona – Cartagena – Diedenhofen 1643 – Rocroi – Orbetello – Fort Mardyck – Dünkirchen – Rethel – Bordeaux – Lens – Arras 1654 – Valenciennes – Dünenschlacht
Die Belagerung von Fort Mardyck fand vom 4. bis zum 24. August 1646 während des Spanisch-Französischen Krieges (der wiederum Teil des Dreißigjährigen Krieges war) statt und endete mit einem Sieg der Belagerer. Sie ging der Belagerung von Dünkirchen voraus.
Während die Vereinigten Niederlande als Verbündete von Frankreich damit beschäftigt waren, den Spaniern Antwerpen wegzunehmen, hatten sich die Franzosen verpflichtet, eine Front im Westen zu eröffnen. Im Zuge dieser Kampfhandlungen war es ihnen gelungen, von den Spaniern entlang der Leie einige bedeutende Orte zu erobern. Die französischen Truppen, kommandiert von Gaston de France, nahmen Bergues-Saint-Winoc ein und standen am 4. August vor dem Fort Mardyck, das die Spanier ab 1622 durch den Architekten Jean Gamel zum Schutz von Dünkirchen angelegt hatten.
Das Fort selbst bestand aus einer direkt am Meer gelegenen Zitadelle mit vier Eckbastionen, die von vier Ravelins gedeckt wurden. Sie war von einem nassen Graben umgeben, vor dem ein Glacis mit einem gedeckten Weg lag.
Um die Zitadelle war landseitig ein Festungswall angelegt, bestehend aus vier Bastionen und zwei Halbbastionen. Zur Deckung gab es vier Ravelins. Vor dem nassen Graben lag das Glacis mit einem gedeckten Weg, wobei vor dem Glacis nochmals ein nasser Graben angelegt war. Die Gräben wurden aus einem Kanal gespeist.
Am 7. August begannen die Schanzarbeiten mit der Anlage von zwei Annäherungsgräben gegen die nördliche und gegen die nordwestliche Bastion der äußeren Umwallung. Die technische Leitung oblag dem königlichen Ingenieur und Graphiker Sieur de Beaulieu. Vom Meer her wurde eine mögliche Unterstützung durch den niederländischen Admiral Maarten Tromp mit fünf Schiffen blockiert.
Am 25. August musste sich das Fort ergeben, die Garnison aus 2.500 Mann geriet in Kriegsgefangenschaft.
Auf Befehl von König Louis XIV wurde das Fort im Jahre 1662 geschleift (abgebrochen). Heute zeugt in Dünkirchen nur noch ein Stadtteil dieses Namens von dem ehemaligen Fort.

## Sonstiges
Mehrere französische Adelige und spätere bekannte Heerführer waren an der Belagerung beteiligt: François de La Rochefoucauld, Jean Hérault de Gourville, César d’Albret, Roger de Bussy-Rabutin und Louis II. de Bourbon, prince de Condé. La Rochefoucauld wurde durch einen Musketenschuss in die Schulter verwundet.
Nach der Belagerung schrieb Roger de Bussy-Rabutin über Louis II. de Bourbon-Condé:

„[…] un Mars dans la chaleur du combat. Il avait le poignet de sa chemise ensanglanté de la main dont il tenait l’épée. Je lui demandai s’il n'était point blessé. Non, me dit-il, c’est du sang de ces coquins.“

„[…] ein Mars in der Hitze des Gefechts. Er hatte das Gelenk seiner Hand, die den Degen hielt, mit seinem blutverschmierten Hemd umwunden. Ich fragte ihn, ob er nicht verletzt sei. Nein, antwortete er mir, das ist das Blut dieser Schelme.“